# 小松市農業協同組合
小松市農業協同組合（こまつしのうぎょうきょうどうくみあい）は、石川県小松市に本所を置く農業協同組合である。

## 沿革
- 1972年（昭和47年） - 設立。
- 1999年（平成11年）4月 - 市内の4JAと合併。
- 2010年（平成22年）4月 - 道の駅こまつ木場潟開駅。